# Biruaca
Biruaca – miasto w Wenezueli, w stanie Apure, siedziba gminy Biruaca.
Według danych szacunkowych na rok 2015 liczy 59 100 mieszkańców.